# Vadim Gyesbreghs
Vadim Gyesbreghs (* 26. Dezember 1991 in Wilrijk) ist ein belgischer Eishockeyspieler, der seit 2020 bei den Golden Sharks Mechelen in der belgisch-niederländischen BeNe League unter Vertrag steht.

## Karriere
Vadim Gyesbreghs begann seine Karriere beim IHC Leuven, für den er bereits als 15-Jähriger in der belgischen Ehrendivision debütierte. Nach dem Gewinn des belgischen Meistertitels 2010 wechselte in die Vereinigten Staaten, wo er zwei Jahre für Alexandria Blizzard in der Juniorenliga North American Hockey League auf dem Eis stand. Anschließend kehrte er nach Europa zurück und spielt seither überwiegend für französische Klubs. Nach einem Jahr beim Zweitligisten Hockey sur glace Dunkerque spielte er von 2013 bis 2015 für den Hockey Club de Caen in der Ligue Magnus. Anschließend spielte er ein Jahr für HYC Herentals, mit dem er die neugegründete belgisch-niederländische BeNe League und damit auch den belgischen Meistertitel gewinnen konnte. Nach diesem Erfolg zog es ihn erneut nach Frankreich, wo er 2016/17 für Brest Albatros Hockey in der zweitklassigen Division 1 auflief. Von 2017 bis 2020 spielt er für die Eaters Geleen wieder in der BeNe League. Dabei wurde er 2019 als bester Verteidiger mit der „Wil van Dommelen-Trofee“ ausgezeichnet. 2020 wechselte er zum Ligakonkurrenten Golden Sharks Mechelen.

### International
Für Belgien nahm Gyesbreghs im Juniorenbereich an den U18-Weltmeisterschaften 2007, 2008 und 2009 in der Division II sowie den U20-Weltmeisterschaften 2007 in der Division III, 2008 und 2009 und 2010 jeweils in der Division II teil.
Für die Herren-Nationalmannschaft spielte Gyesbreghs bei den Weltmeisterschaften 2009, 2010, 2013, als er zum besten Spieler seiner Mannschaft gewählt wurde, 2015, 2016, 2023, als er als zweitbester Vorbereiter nach Sergei Kusnezow (Vereinigte Arabische Emirate) zum besten Abwehrspieler des Turniers und besten Spieler seiner Mannschaft gewählt wurde, und 2024 in der Division II.

## Erfolge und Auszeichnungen
- 2010 Belgischer Meister mit dem IHC Leuven
- 2016 BeNe-League-Gewinn und belgischer Meister mit HYC Herentals
- 2019 „Wil van Dommelen-Trofee“ als bester Verteidiger der BeNe League

### International
- 2007 Aufstieg in die Division II bei der U20-Junioren-Weltmeisterschaft der Division III
- 2023 Bester Verteidiger bei der Weltmeisterschaft der Division IIB
- 2024 Aufstieg in die Division IIA bei der Weltmeisterschaft der Division IIB

## Statistik
(Stand: Ende der Spielzeit 2022/23)